# Metalowe rzeźby uliczne na Woli w Warszawie

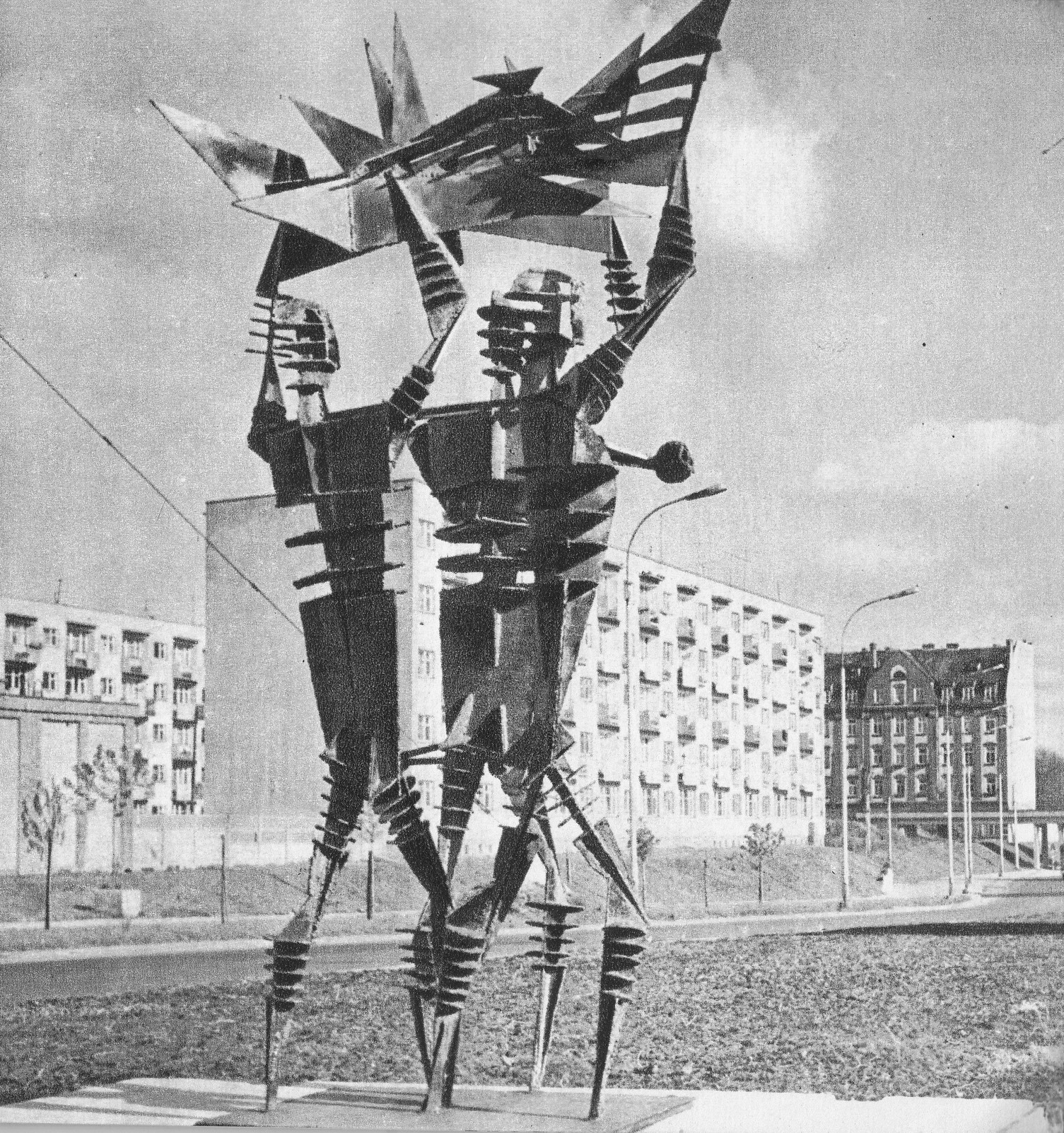
Rzeźba Bronisława Kubicy „Awangarda” w pierwotnej lokalizacji przy ulicy Kasprzaka, lata 60. XX wieku

Metalowe rzeźby uliczne na Woli – zespół rzeźb powstałych w 1968 i od tego czasu eksponowanych w przestrzeni publicznej na terenie warszawskiej Woli.

## Geneza
W związku z sukcesem plenerowych wystaw takich jak Biennale Form Przestrzennych w Elblągu postanowiono zorganizować Biennale Rzeźby w Metalu w Warszawie. Odbyło się ono jesienią 1968. Impreza miała propagować współpracę przemysłu ze sztuką. W związku z tym organizatorami były Wojewódzka Komisja Związków Zawodowych w Warszawie i Okręg Warszawski Związku Polskich Artystów Plastyków. Trzecim organizatorem była rada narodowa dzielnicy Wola. To w tej dzielnicy znajdowała się większość z zakładów, z których rzeźbiarze pozyskali materiał. Również na Woli wystawiono powstałe w ramach festiwalu rzeźby. W parku Sowińskiego zorganizowano czasową Wystawę Mniejszych Form Rzeźby, a wzdłuż ulicy Kasprzaka Ekspozycję Dużych Rzeźb. Ponadto w Galerii Rzeźby przy ówczesnej ulicy Marchlewskiego (po śródmiejskiej stronie ulicy) zaprezentowano fotografie rzeźb.

## Galeria samochodowa

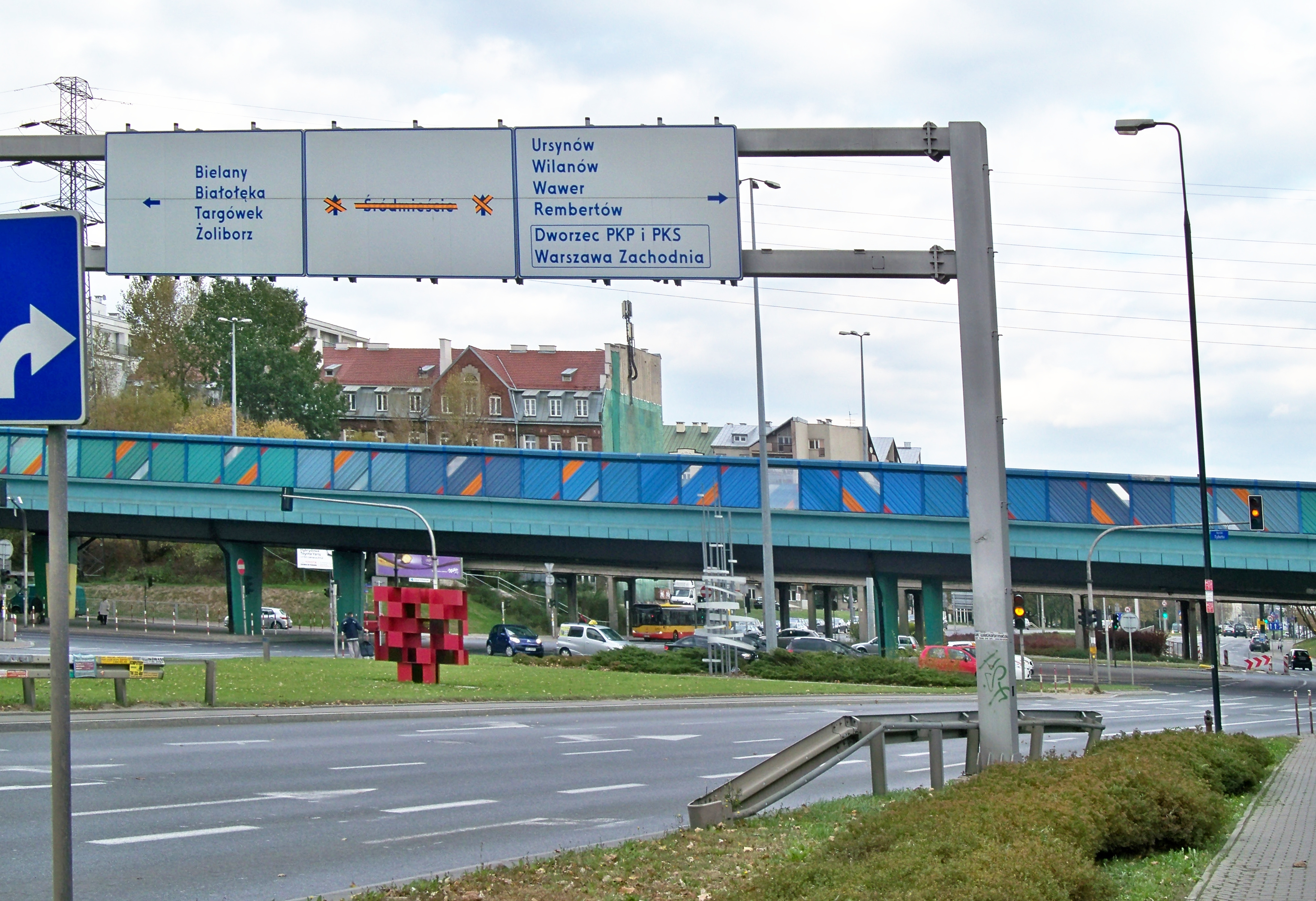
Galeria samochodowa na pasie zieleni między jezdniami ulicy Kasprzaka przy jej skrzyżowaniu z al. Prymasa Tysiąclecia (rondem Tybetu) w 2012

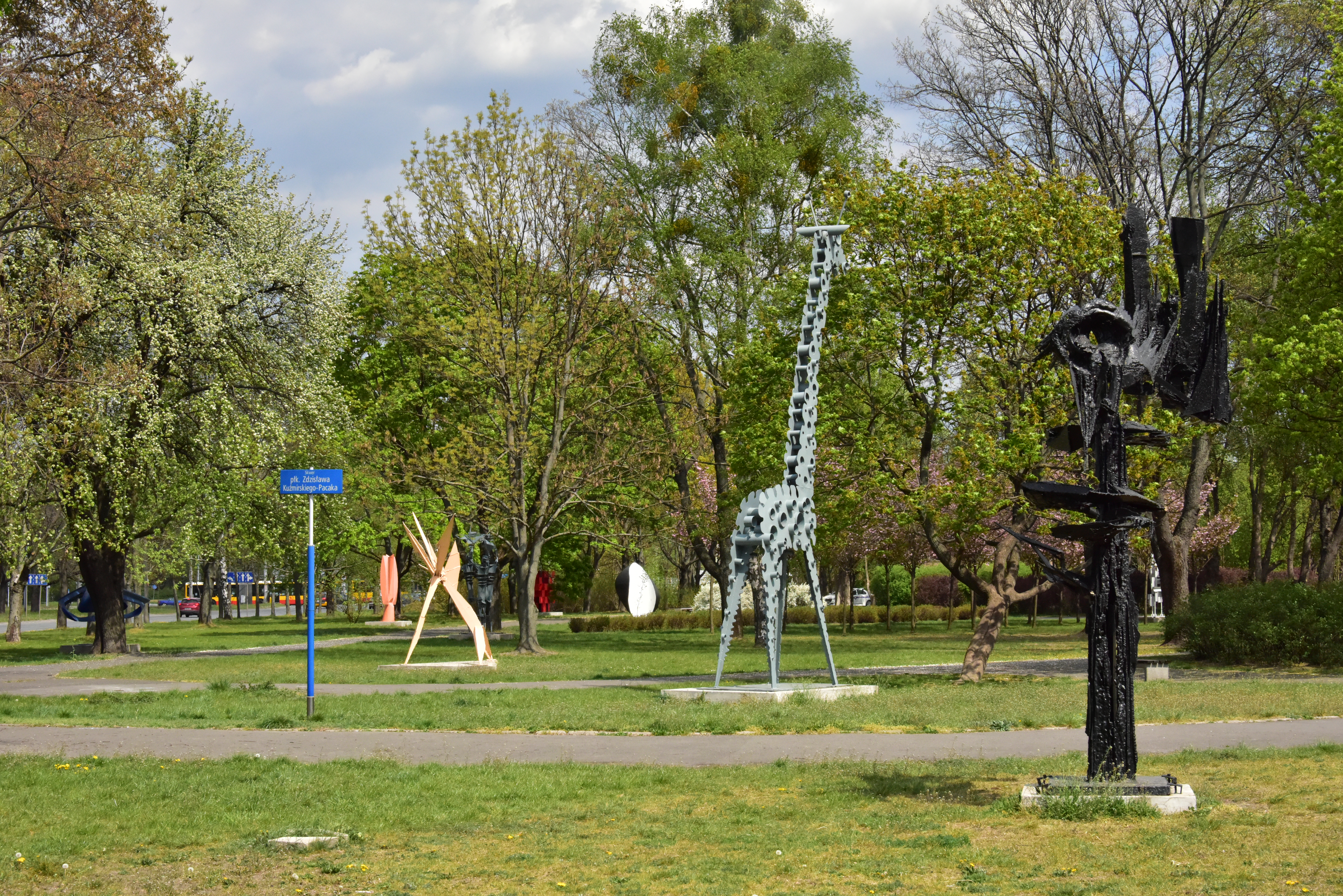
Skwer płk. Zdzisława Kuźmirskiego-Pacaka w 2020, wśród rzeźb „Żyrafa” Władysława Frycza

Ekspozycja Dużych Rzeźb przy ulicy Kasprzaka tworzyła trzykilometrowy ciąg. Początkowo tworzyło ją 60 rzeźb 35 twórców. W związku z budową alei Rewolucji Październikowej część rzeźb przeniesiono w jej okolice u zbiegu z równoległą do ulicy Kasprzaka ulicą Górczewską. Ze względu na umiejscowienie wzdłuż ulic ekspozycja była nazywana galerią samochodową. Z czasem rzeźby niszczały, także na skutek wandalizmów. Pod koniec XX w. poddano je konserwacji. Wówczas na ulicy Kasprzaka znajdowało się 9 rzeźb, a na Górczewskiej 8. W 2009 rzeźby zostały oddane w administrację Zarządu Oczyszczania Miasta i od tego czasu są regularnie konserwowane. W 2009 poddano gruntownej renowacji rzeźby z Kasprzaka, a w 2010 z Górczewskiej. Po renowacji rzeźby z ulicy Górczewskiej przeniesiono na skwer pułkownika Zdzisława Kuźmirskiego-Pacaka u zbiegu ulic Kasprzaka i Wolskiej. W związku z budową linii tramwajowej w 2017 na ten skwer przeniesiono również rzeźby z ulicy Kasprzaka. Jedną z rzeźb jest Żyrafa wykonana przez Władysława Frycza, kuratora biennale. Początkowo stała przy ulicy Kasprzaka przy Instytucie Chemii Organicznej PAN. Przeniesiono ją w pobliże stadionu Olimpii Warszawa w parku Moczydło. Stamtąd przesunięto ją nieco tak, że stała blisko ulicy Górczewskiej w pobliżu myjni samochodowej. Właściciel myjni pomalował ją na żółto. Przyczepiono też do niej kable i lampki. W 2011 w czasie przenoszenia jej na skwer Kuźmirskiego-Pacaka przemalowano ją ponownie na kolor szary, przypominający oryginalny. Część mieszkańców wyrażała niezadowolenie z przeniesienia i przemalowania Żyrafy, żądając jej powrotu do parku, z którym przez lata była kojarzona. W 1981 Władysław Frycz na zlecenie warszawskiego ogrodu zoologicznego wykonał kolejną stalową rzeźbę żyrafy, która znajduje się w parku Praskim.
Kolekcja obejmowała m.in. następujące rzeźby:
- Tadeusz Wencel – Koncert (na początku XXI w. na ulicy Górczewskiej[6])
- Stanisław Sikora – Hejnały
- Krystian Jarnuszkiewicz – Totem (na początku XXI w. na ulicy Kasprzaka[1])
- Jerzy Jarnuszkiewicz – XXX
- Barbara Zbrożyna – Narodziny
- Teresa Brzóskiewicz
  - Jutrzenka (na początku XXI w. na ulicy Górczewskiej[6])
  - Motyl
- Elżbieta Rolke-Misztal – Melodia (na początku XXI w. na ulicy Kasprzaka[1])
- Henryk Wróblewski – Planetoida (na początku XXI w. na ulicy Górczewskiej[6])
- Mirosław Smorczewski
  - Obrona Woli
  - Żonglerka
- Janina Mirecka – Bohaterom Woli (na początku XXI w. na ulicy Górczewskiej[6])
- Wiktoria Iljin – Walka (na początku XXI w. na ulicy Górczewskiej[6])
- Ewelina Michalska – Dzieciom poległym za Warszawę (na początku XXI w. na ulicy Górczewskiej[6])
- Maria Furowicz – Kogut
- Henryk Wiliński – Rakieta
- Bronisław Chromy – Powódź
- Józef Kandefer – Hale (Halle II)
- Antoni Ślęzak – Kosmos
- Adam Smolana, Wiktor Szewczyk – Żagle (na początku XXI w. na ulicy Kasprzaka[1])
- Mieczysław Kałużny
  - Samoloty
  - Glob (na początku XXI w. na ulicy Górczewskiej[6])
- Władysław Dariusz Frycz
  - Ptaki
  - Żyrafa (na początku XXI w. na ulicy Górczewskiej[6])
- Marian Nowak – Don Kichot
- Bronisław Kubica – Awangarda (na początku XXI w. na ulicy Kasprzaka[1])
- Tadeusz Sieklucki – Kompozycja (na początku XXI w. na ulicy Kasprzaka[1])
- Andrzej Kasten – Drogowskazy (na początku XXI w. na ulicy Kasprzaka[1])
- Maciej Szańkowski – Biennal (na początku XXI w. na ulicy Kasprzaka[1])
- Mieczysław Naruszewicz – Odlewnik
- Vasco Prado
  - Kwiat przyjaźni
  - Słońce
- Józef Markiewicz – Baza (na początku XXI w. na ulicy Kasprzaka[1])
- Jan Jaworski – Stalowa etiuda (na początku XXI w. na ulicy Kasprzaka[1]).

## Nawiązania

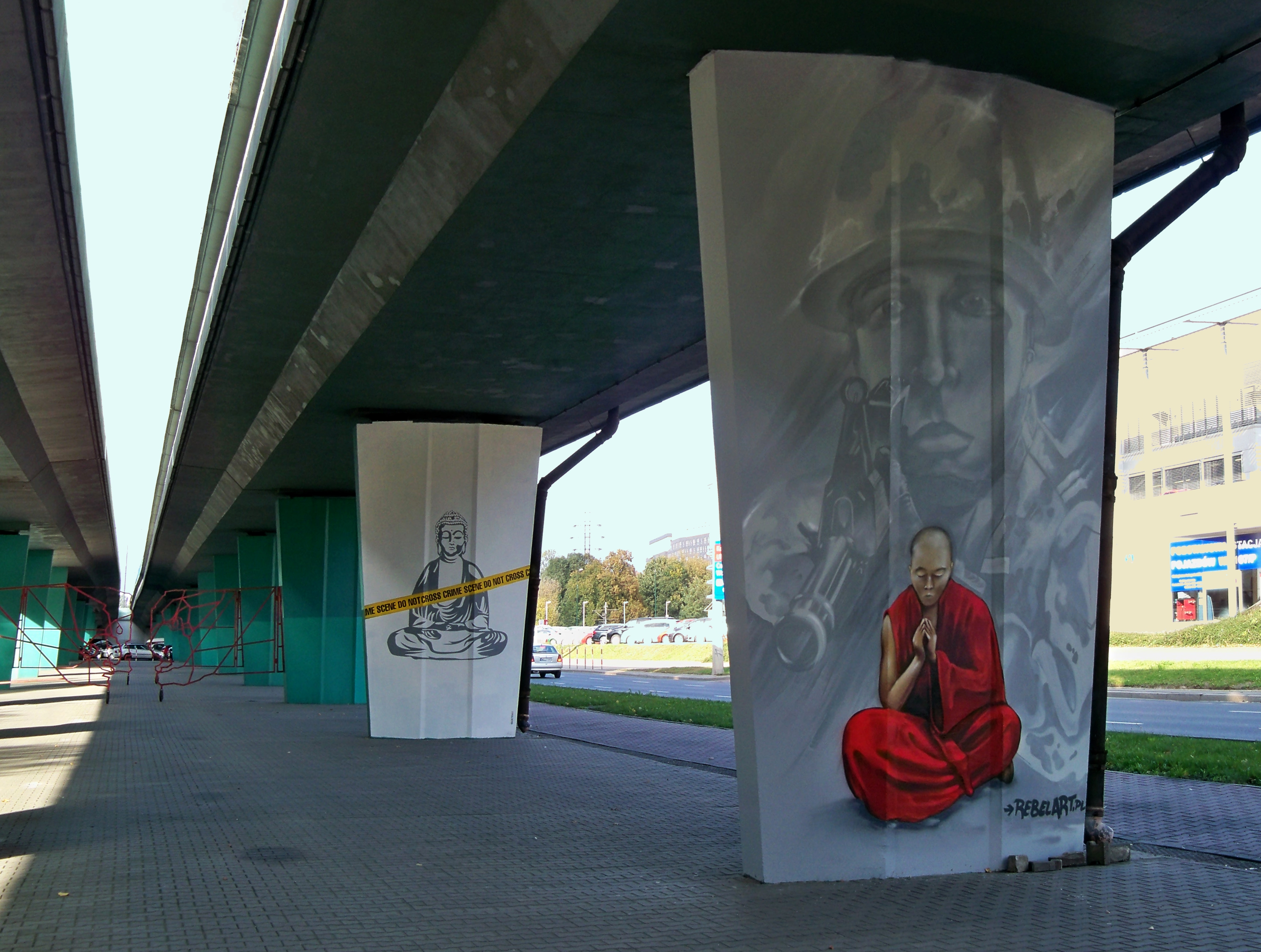
Filary estakady przy rondzie Tybetu, w głębi „Krewne” Kasi Fudakowski

Mimo że plenery rzeźbiarskie w Warszawie planowano w formie biennale, pierwsza edycja okazała się ostatnią. Nawiązaniem do niej była jedna z edycji festiwalu Wola Art nazwana „II Biennale Rzeźby w Warszawie”, która odbyła się w 2010. Jedną z akcji tego festiwalu miało być oklejenie rzeźb z galerii samochodowej wlepkami, rozważano też coroczne dostawianie kolejnej rzeźby albo przearanżowanie ich układu. Ostatecznie w ramach tej imprezy powstała m.in. metalowa rzeźba Kasi Fudakowski „Krewne” umieszczona pod estakadą alei Prymasa Tysiąclecia przy rondzie Tybetu.